# La Croix-Valmer
La Croix-Valmer is een gemeente in het Franse departement Var (regio Provence-Alpes-Côte d'Azur) en telt 3139 inwoners (2005). De plaats maakt deel uit van het arrondissement Draguignan.

## Geografie
De oppervlakte van La Croix-Valmer bedraagt 22,3 km², de bevolkingsdichtheid is 140,8 inwoners per km².
De onderstaande kaart toont de ligging van La Croix-Valmer met de belangrijkste infrastructuur en aangrenzende gemeenten.

## Demografie
Onderstaande figuur toont het verloop van het inwonertal (bron: INSEE-tellingen).